# Imru' al-Qays
Imru' al-Qays eller Imru'l Quais, Ibn Hujr (fler varianter finns) var en arabisk poet på 500-talet. Han var författare till en av de berömda långa dikterna i Muallaqat, en antologi med förislamisk arabisk litteratur.
Han skrev passionerat och raffinerat om kärlek och anses ha uppfunnit diktformen qasida, en klassisk form av beduinskt ode som bildat mönster för senare tiders poeter. Han tros ha mördats av den bysantinske kejsaren Justinus II. Denne sände honom en bländande vacker och gyllene jacka i avskedsgåva, men jackan var förgiftad på ett sätt som gjorde att Imru' al-Qays hud sakta föll av. Detta som straff för en misstänkt kärleksaffär med en av Justinus döttrar. Han tros vara sonen till Hujr, den sista kungen av kinditerna.

## Eftermäle
Nedslagskratern Amru Al-Qays på planeten Merkurius är uppkallad efter honom.